# ジャン＝ピエール・ブーディ
ジャン＝ピエール・ブーディ（Jean-Pierre Boudy、1944年7月31日 - ）は、フランス出身の自動車エンジン技術者である。

## 経歴

### ルノー
フランス国立高等工芸学校を卒業し、1969年にゴルディーニに入社した。
1970年にゴルディーニはルノーによって買収され、ブーディはラリー用の自然吸気V6エンジンの開発を担当した。この時期からルノーのエンジン開発部門はゴルディーニ出身のフランソワ・キャスタンとブーディ、アルピーヌ出身のベルナール・デュドによって担われるようになり、キャスタンが1973年に設計した2リッターの自然吸気V6エンジン「CH1」は後にフォーミュラ2（F2）やスポーツカーレースでも用いられることになる。
1975年に、キャスタン、デュドとともにF1用試作車アルピーヌ・A500のエンジン開発に取り組み、ブーディは、キャスタンが設計したエンジンをベースとして、、1.5リッターのV6ターボエンジン「CHS」を設計した。ルノーは1976年にルノー・スポールを組織し、ブーディとデュドが開発したF1用ターボエンジン「EF1」は、ルノー・RS01に搭載され、1977年フランスグランプリでF1デビューを果たした。
ブーディはその後、1983年までルノー・スポールでレース用エンジンの開発に携わった。ルノー時代の末期に、ブーディは、船舶用のシステムから着想を得て、ニューマチックバルブの研究をしていたが、その完成前にプジョーに移籍した。

### プジョー・タルボ・スポール

#### ラリー

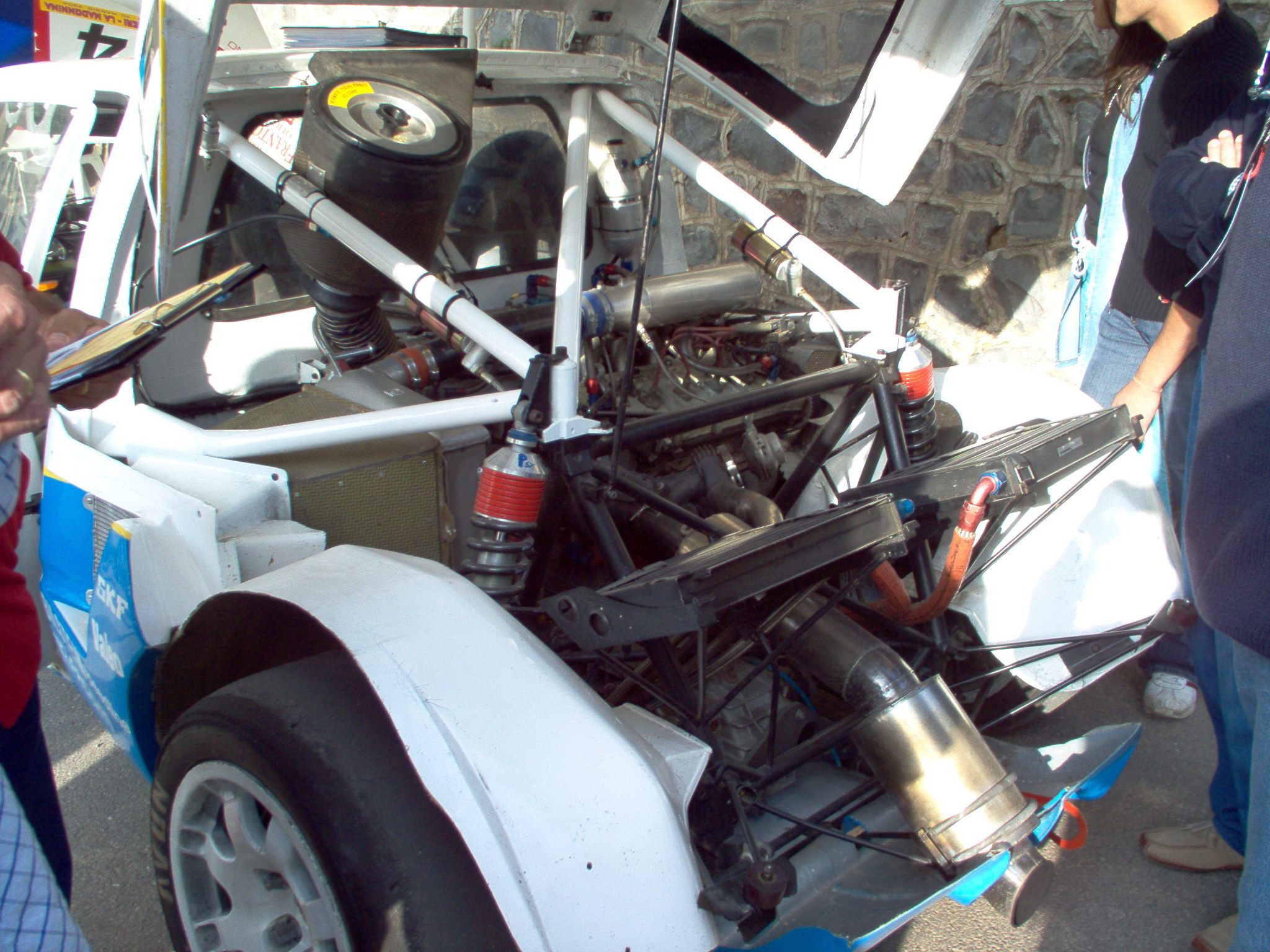
プジョー・205ターボ16のエンジンルーム

1983年末、ブーディはプジョー・タルボ・スポールにエンジン開発の責任者として移籍した。当時のルノーはジャン・トッドの指揮の下、世界ラリー選手権に参戦しており、ブーディの起用はアウディの4WDとルノーのターボを融合させた車両を開発することを目論んで人材を集めていたトッドの意向による。
プジョーのテクニカルディレクターは（ブーディと同じくルノーから移籍した）アンドレ・デ・コルタンツで、コルタンツの下、ブーディはプジョー・205ターボ16（1984年）、プジョー・405ターボ16といった車両のためのエンジン開発を担った。

#### グループC - F1
ラリーのグループB規定が終了したことを契機として、プジョーはサーキットレースへの進出を決め、ブーディはグループCカーのプジョー・905に搭載するV10エンジンの開発を担った。プジョーは1990年シーズンの終盤からスポーツカー世界選手権への参戦を始めたが、同選手権は1992年で終了し、プジョーは1993年のル・マン24時間レースをもってスポーツカーレースの活動を終了した。
プジョーは新たな活動として、F1にエンジンサプライヤーとして参戦することを選び、ブーディはそのV10エンジンの開発責任者となった。プジョーは1994年から2000年にかけてF1でエンジン供給を行い、ブーディはその間に一貫して開発責任者を務めた。
そうして、プジョーがサーキットレースにおける活動を終了したことに伴い、ブーディはルノー・スポールに復帰した。

## 参考資料
書籍
- Roy Smith (2008) (英語). Alpine & Renault - The Development of the Revolutionary Turbo F1 car 1968 to 1979. Veloce Publishing. ASIN 1845841778. ISBN 978-1-84584-177-5

雑誌 / ムック
- 『オートスポーツ』（NCID AA11437582）
  - 『1976年9/1号（No.200）』三栄書房、1976年9月1日。ASB:AST19760901。
- 『Racing On』（NCID AA12806221）
  - 『No.489 [Lancia & Peugeot's C]』三栄書房、2017年7月15日。ASIN B01MRUTDSX。ISBN 978-4-7796-3303-4。ASB:RON20170601。
- 『GP Car Story』シリーズ
  - 『Vol.39 Williams FW13B』三栄、2022年4月27日。ASIN B09F2W6RQC。ISBN 978-4-7796-4576-1。ASB:GPC20220314。
- 『Rally Cars』シリーズ
  - 『Vol.03 Peugeot 205 Turbo 16』三栄書房、2014年1月23日。ASIN B00HF14JGS。ISBN 978-4-7796-2022-5。ASB:RLL20131210。